# 伊東万燿
伊東 万燿（いとう まんよう、1921年9月16日 - 1970年11月26日）は東京府出身の日本画家。本名は満（みつる）。現代的な人物群像を得意とした。著名な家族として実父で師父である伊東深水と、妹で女優の朝丘雪路がいる。

## 略歴
日本画家伊東深水の次男として東京府に生まれる。父に師事。戦前は朗峯画塾展に作品を出品。
1941年「楽人」が第4回新文展にて入選。戦後は1950年に日展依嘱となった。
1967年「踊る」が内閣総理大臣賞受賞、翌1968年「女」が第24回日本芸術院賞受賞。
1970年11月26日、食道ガンにより東京都文京区日本医科大学付属病院で死去、満49歳没。

## 主な作品
太字は受賞。
|  | 作品               |   | 制作年 / 出品      |   | 備考                                       |
|  | 「楽人」           | - | 1941年 / 4回新文展 | - | 入選                                       |
|  | 「落葉する頃」     | - | 1947年 / 3回日展   | - | [ 1 ]                                      |
|  | 「高原清秋」       | - | 1949年 / 5回日展   | - | [ 1 ] [ 2 ]                                |
|  | 「黎明」           | - | 1950年 / 6回日展   | - | [ 1 ]                                      |
|  | 「食卓」           | - | 1951年 / 7回日展   | - | [ 1 ]                                      |
|  | 「無言（しじま）」 | - | 不明               | - | [ 1 ] [ 2 ]                                |
|  | 「踊る」           | - | 1967年             | - | 内閣総理大臣賞                             |
|  | 「女」             | - | 1968年             | - | 第24回日本芸術院賞、神奈川県立近代美術館蔵 |